# Kansas City, Missouri
Kansas City  je najveći grad u američkoj saveznoj državi Missouri, ali ipak nije glavni (glavni grad je Jefferson City). Šire područje grada (metropolitanska regija) se proteže kroz države Missouri i Kansas.

## Povijest
Prvi Europljanin koji je posjetio prostor današnjeg Kansas Cityja je bio Francuz Étienne de Veniard koji je početkom 18. st. istraživao prostor uz rijeku Missouri. Prvi grad na prostoru današnje metropolitanske regije je bio West Port osnovan 1833. godine. Kansas City je službeno osnovan 22. veljače 1833. Tijekom Američkog građanskog rata grad je imao veliko vojno značenje. Kod mjesta Independence u njegovoj blizini su vođene dvije bitke u kojima su pobijedile snage Konfederacije (Južnjaci), ali su snage Unije (Sjevernjaci) pobijedile u bitki kod Westporta također u blizini grada.
Nakon rata se grad brzo razvija posebno nakon izgradnje željezničkog mosta preko rijeke Missouri. Strukturu grada je uredio arhitekt George Kessler. U grad se uključuju i okolna naselja. Nakon ubojstva Martina Luthera Kinga 1968. je došlo do nereda u gradu. 1981. se srušio hotel Hyat Regency i pritom je bilo 114 mrtvih (najsmrtonosnije rušenje zgrade u američkoj povijesti).

## Zemljopis
Kansas City se nalazi u središnjem dijelu SAD-a (zbog toga se naziva Srce Amerike) na ušću rijeke Kansas u rijeku Missouri. Nalazi se na krajnjem zapadu države Missouri uz granicu s državom Kansas. U državi Kansas odmah do njega postoji grad koji se također zove Kansas City. On ima oko 150 000 stanovnika i s Kansas Cityjem u državi Missouri je spojen u metropolitansko područje, te Kansas City u stvarnosti funkcionira kao jedan grad u dvije države. Reljef je nizinski. Klima je vlažna kontinentalna s velikom količinom padalina. Grad je često na udaru tornada.

## Znamenitosti
Kansas City je najpoznatiji po svojim fontanama (smatra se da je drugi grad u svijetu po broju fontana nakon Rima). Arhitekt George Kessler je u 19. st. grad uredio prema arhitektonskom pokretu nazvanom "lijepi grad". Grad ima pravokutnu strukturu ulica, mnogo parkova i širokih ulica s drvoredima (smatra se da je drugi grad u svijetu po dužini takvih ulica nakon Pariza). Najpoznatiji spomenik u gradu je Spomenik slobode s Nacionalnim muzejom 1. svj. rata sagrađen 1926. godine. Značajan je 317 m visok televizijski toranj KCTV. Najvažniji kulturni centar je Municipal Auditorium sa sportskom arenom, kazalištem i koncertnom dvoranom.

## Film
U Kansas Cityju se događa radnja filma "Dan poslije" o eksploziji atomske bombe u gradu.

## Mediji
- National Catholic Reporter, dvotjednik (nagrada Catholic Press Associationa)
- The Kansas City Metro Voice
- Kansas City Jewish Chronicle
- The Kansas City Star (nastao spajanjem The Stara i Timesa)
- The Call
- Kansas City Business Journal
- The Pitch (novine)
- The Ink
- Dos Mundos, dvojezični list

## Poznate osobe
- Martin Davorin Krmpotić, hrv. svećenik, preporoditelj, misionar, esejist, službovao je kao župnik u Kansas Cityju